# Сегежское (озеро)
Сегежское — пресноводное озеро на территории Мегрегского сельского поселения Олонецкого района Республики Карелии и Лодейнопольского городского поселения Лодейнопольского района Ленинградской области.

## Общие сведения
Площадь озера — 10 км². Располагается на высоте 24,5 метров над уровнем моря.
Форма озера продолговатая: оно почти на пять километров вытянуто с юго-запада на северо-восток. Берега преимущественно заболоченные.
Сегежское озеро — водораздельное. Сток из него осуществляется двумя реками:
- с северной стороны вытекает река Обжанка, впадающая в Ладожское озеро;
- с юго-восточной стороны вытекает река Сегежа, правый приток Свири[7][1].

Населённые пункты и автодороги вблизи водоёма отсутствуют.
Код объекта в государственном водном реестре — 01040100811102000015425.